# Об'ємний коефіцієнт пластового газу
Об'ємний коефіцієнт пластового газу (англ. volumetric crude gas coeffi cient (ratio); нім. Volumenkoeffi zient m des Schichtgases) — об'єм, який займає в пластових умовах за заданих температури і тиску газ, що в нормальних умовах має об'єм 1 м3, тобто відношення об'єму, який займає газ у пласті, до об'єму цього ж газу за атмосферних (звичайно стандартних) умов.